# Tadeusz Blauth
Tadeusz Michał Blauth (Varsavia, 1º luglio 1939) è un ex cestista polacco.

## Carriera
Con la Polonia ha disputato i Giochi olimpici di Tokyo 1964.

## Palmarès
- Campionato polacco: 1

AZS Varsavia: 1966-67
- Coppa di Polonia: 2

AZS Varsavia: 1958, 1971